# Wiatrowiec (województwo wielkopolskie)
Wiatrowiec – wieś w Polsce położona w województwie wielkopolskim, w powiecie wągrowieckim, w gminie Wągrowiec.
| SIMC    | Nazwa        | Rodzaj                 |
| ------- | ------------ | ---------------------- |
| 0532240 | Mikołajewo   | część wsi (do 2022 r.) |
| 0532257 | Ostrowo-Młyn | część wsi (do 2023 r.) |
| 0532263 | Pokrzywnica  | część wsi (do 2022 r.) |

W latach 1975–1998 miejscowość należała administracyjnie do województwa pilskiego.